# Cuitláhuac, Tabasco
Cuitláhuac är en ort i Mexiko.   Den ligger i kommunen Tacotalpa och delstaten Tabasco, i den sydöstra delen av landet, 700 km öster om huvudstaden Mexico City. Cuitláhuac ligger 84 meter över havet och antalet invånare är 804.
Terrängen runt Cuitláhuac är kuperad åt nordväst, men åt sydost är den bergig. Cuitláhuac ligger nere i en dal. Runt Cuitláhuac är det ganska tätbefolkat, med 93 invånare per kvadratkilometer. Närmaste större samhälle är Amatán, 9,5 km väster om Cuitláhuac. I omgivningarna runt Cuitláhuac växer i huvudsak städsegrön lövskog.